# كويزي شيهمي
كويزي شيهمي (الاسم العلمي: Cantharellus hystrix) هو نوع من الفطريات يتبع جنس الكويزي من فصيلة الكويزية.